# Gouvernement Orenburg
Het gouvernement Orenburg (Russisch: Оренбургская губерния, Orenboergskaja goebernija) was een gouvernement (goebernija) van het keizerrijk Rusland. Het bestond van 1744 tot 1782. Het gouvernement ontstond uit het gouvernement Siberië en het gouvernement Astrachan en het ging op in de oblast Midden-Wolga en het gouvernement Irkoetsk. Het grensde aan de gouvernementen en oblasten Perm, en Tobolsk, Toergaj, Oeralsk, Samara en Oefa. De hoofdstad was Orenburg. 

## Geschiedenis
Het gouvernement ontstond in 1744 uit de gouvernementen Siberië en Astrachan. In 1782 werd de oejazd Tsjeljabinsk van het gouvernement Perm werd hervormd tot het onderkoninkrijk Oefa. Het onderkoninkrijk Oefa werd in de oblast Oefa en de oblast Orenburg verdeeld. De oblasten werden later hernoemd tot de gouvernementen Oefa en Orenburg. In 1919 werd het gouvernement Tsjeljabinsk van het gouvernement Orenburg afgesplitst. In 1928 werd het gebied samengevoegd met de oblast Toergaj tot het gouvernement Orenburg-Toergaj. Het grondgebied van het gouvernement werd onderdeel van de oblast Midden-Wolga en na 1934 onderdeel van de oblast Orenburg.